# Hopton-on-Sea
Hopton-on-Sea es un pueblo y una parroquia civil del distrito de Great Yarmouth, en el condado de Norfolk (Inglaterra).

## Demografía
Según el censo de 2001, Hopton-on-Sea tenía 2706 habitantes (1327 varones y 1379 mujeres). 513 de ellos (18,96%) eran menores de 16 años, 1906 (70,44%) tenían entre 16 y 74, y 287 (10,6%) eran mayores de 74. La media de edad era de 42,61 años. De los 2193 habitantes de 16 o más años, 469 (21,39%) estaban solteros, 1317 (60,05%) casados, y 407 (18,56%) divorciados o viudos. 1183 habitantes eran económicamente activos, 1136 de ellos (96,03%) empleados y 47 (3,97%) desempleados. Había 5 hogares sin ocupar, 1166 con residentes y 13 eran alojamientos vacacionales o segundas residencias.
| 202                         | 225 | 274 | 260 | 251 | 331 | - | - | 320 | 304 | 293 | 304 | 383 | 391 | - | 578 | 859 |
| (Fuente: Vision of Britain) |     |     |     |     |     |   |   |     |     |     |     |     |     |   |     |     |